# Choix des plus belles fleurs
Choix des plus belles fleurs est un livre de dessins à l'aquarelle par l'artiste belge Pierre-Joseph Redouté. Il contient 144 dessins reproduits par plaques de cuivre.

## Description
Le titre complet est en français Choix des plus belles fleurs et de quelques branches de plus beaux fruits. Dédié à LL. AA. RR. les princesses Louise et Marie d'Orléans (1827). Une édition folio a été publiée avec des pages en couleur à Paris en 1827.
De mai 1827 à juin 1833, 144 pages spéciales ont été imprimées sous la forme de 36 compositions de quatre photos de fleurs, d'arbres à fleurs ou de fruits.
Redouté a travaillé pendant un demi-siècle comme professeur d'art pour les reines et les princesses. Il a dédié le livre à ses élèves, les princesses Louise et Marie d'Orléans.

## Des fleurs et des Fruits

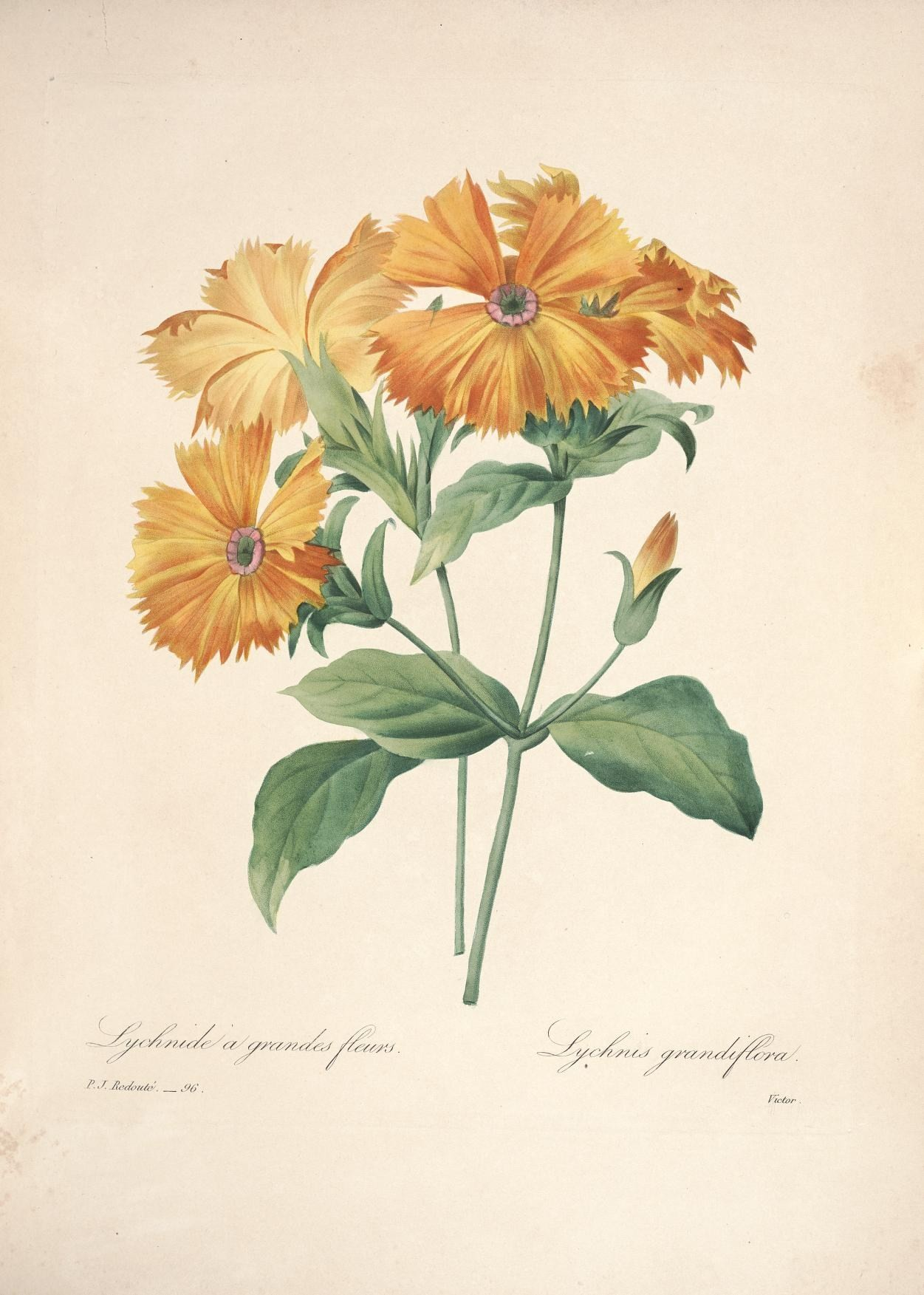
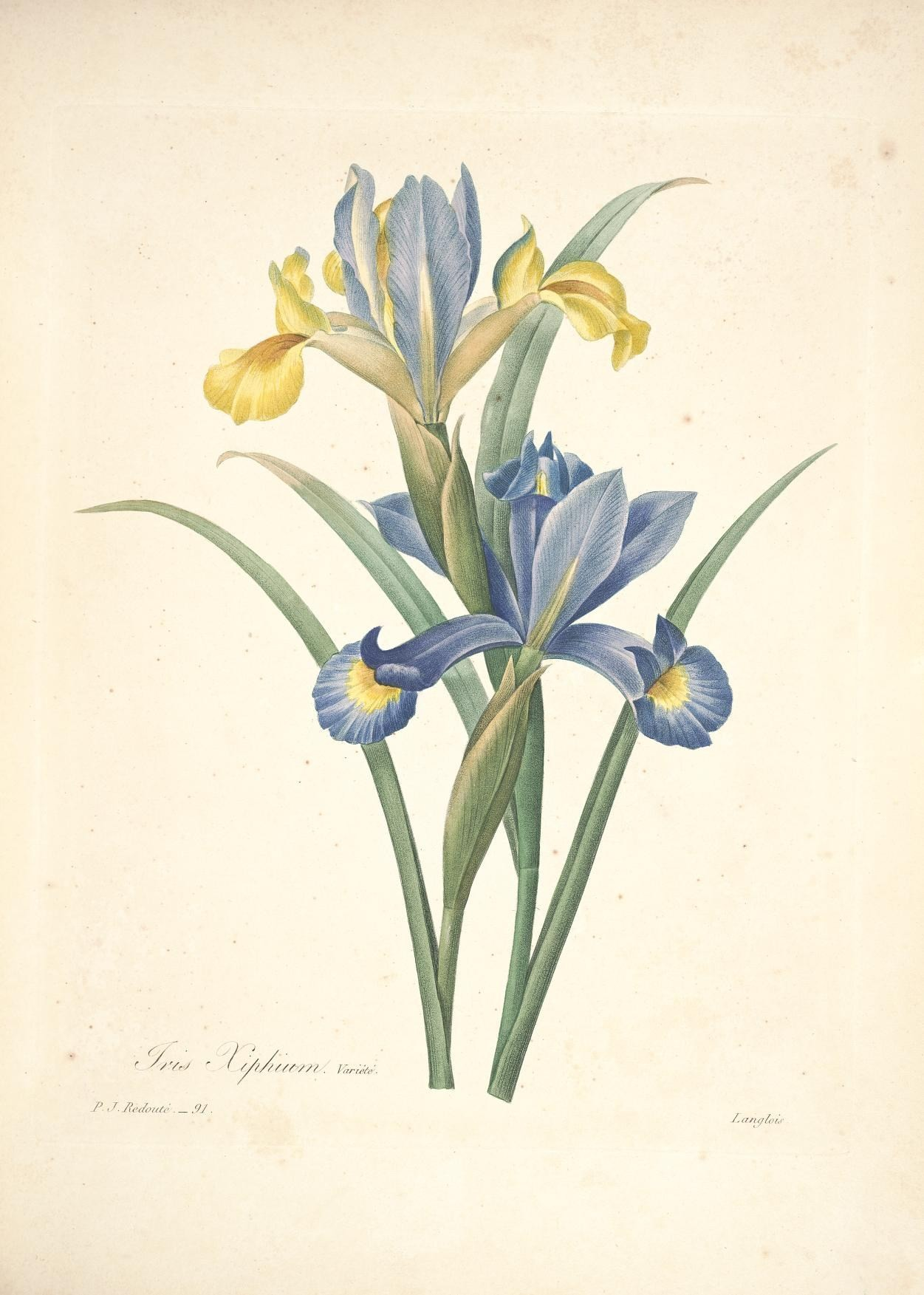
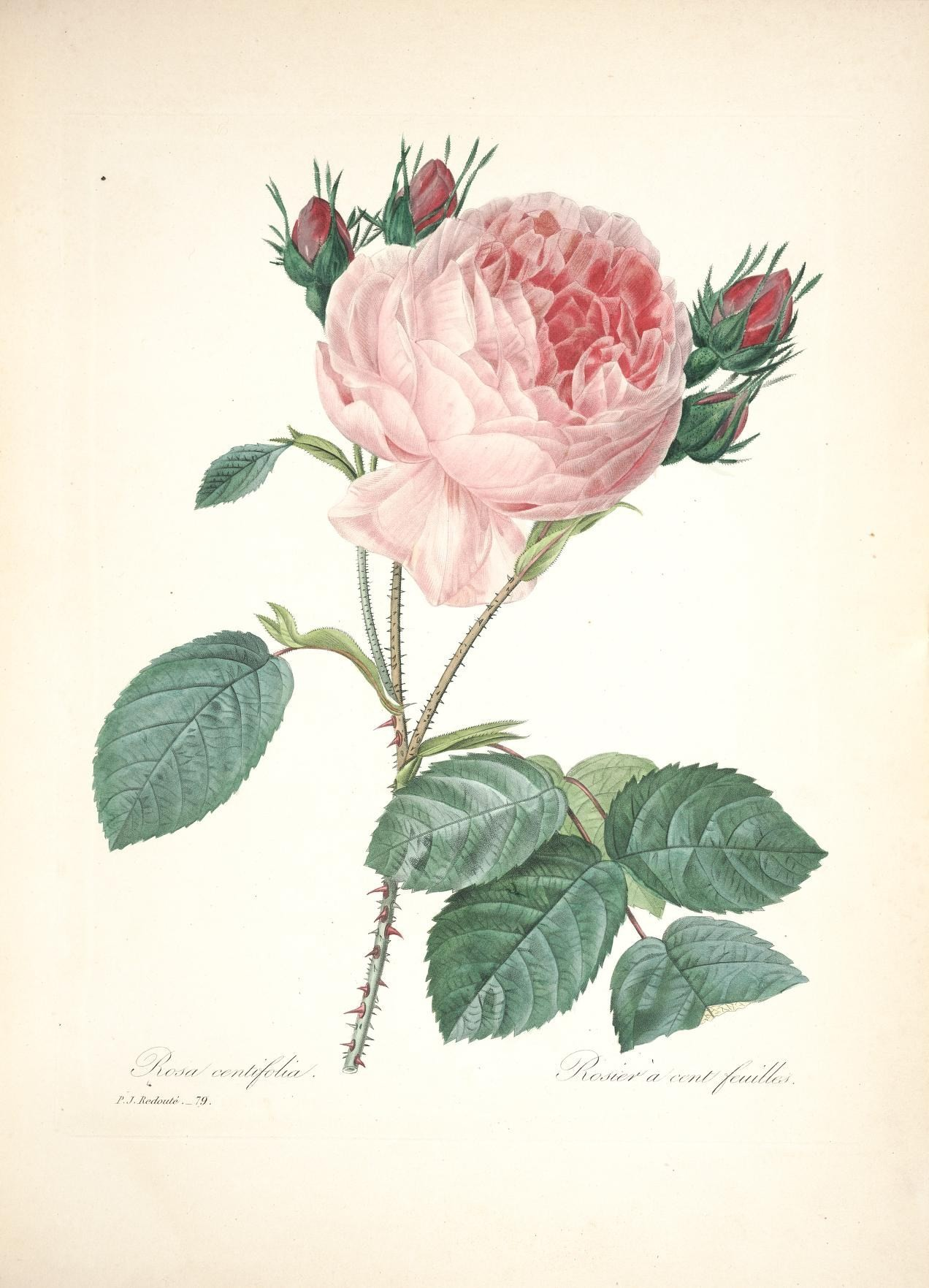
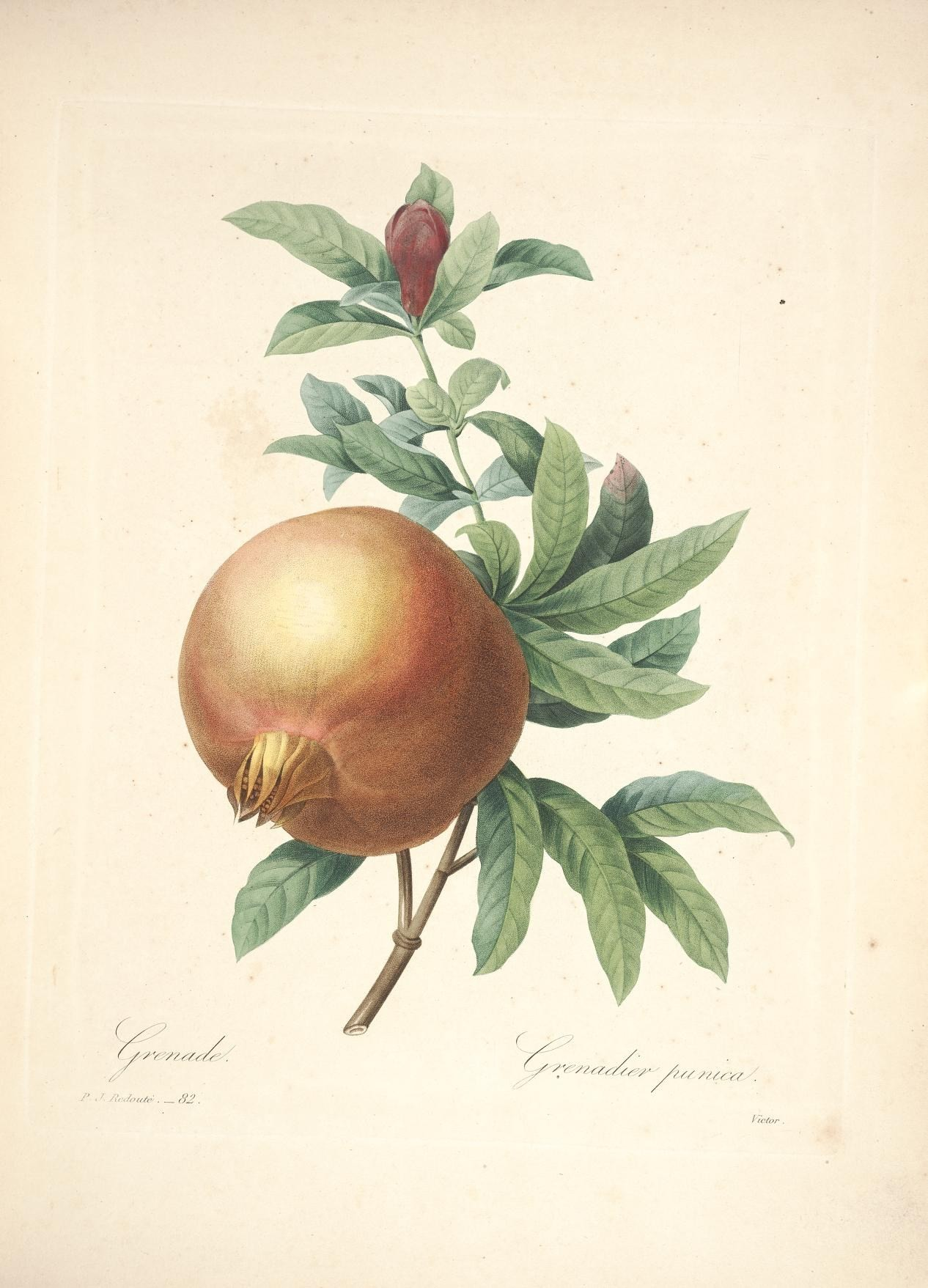
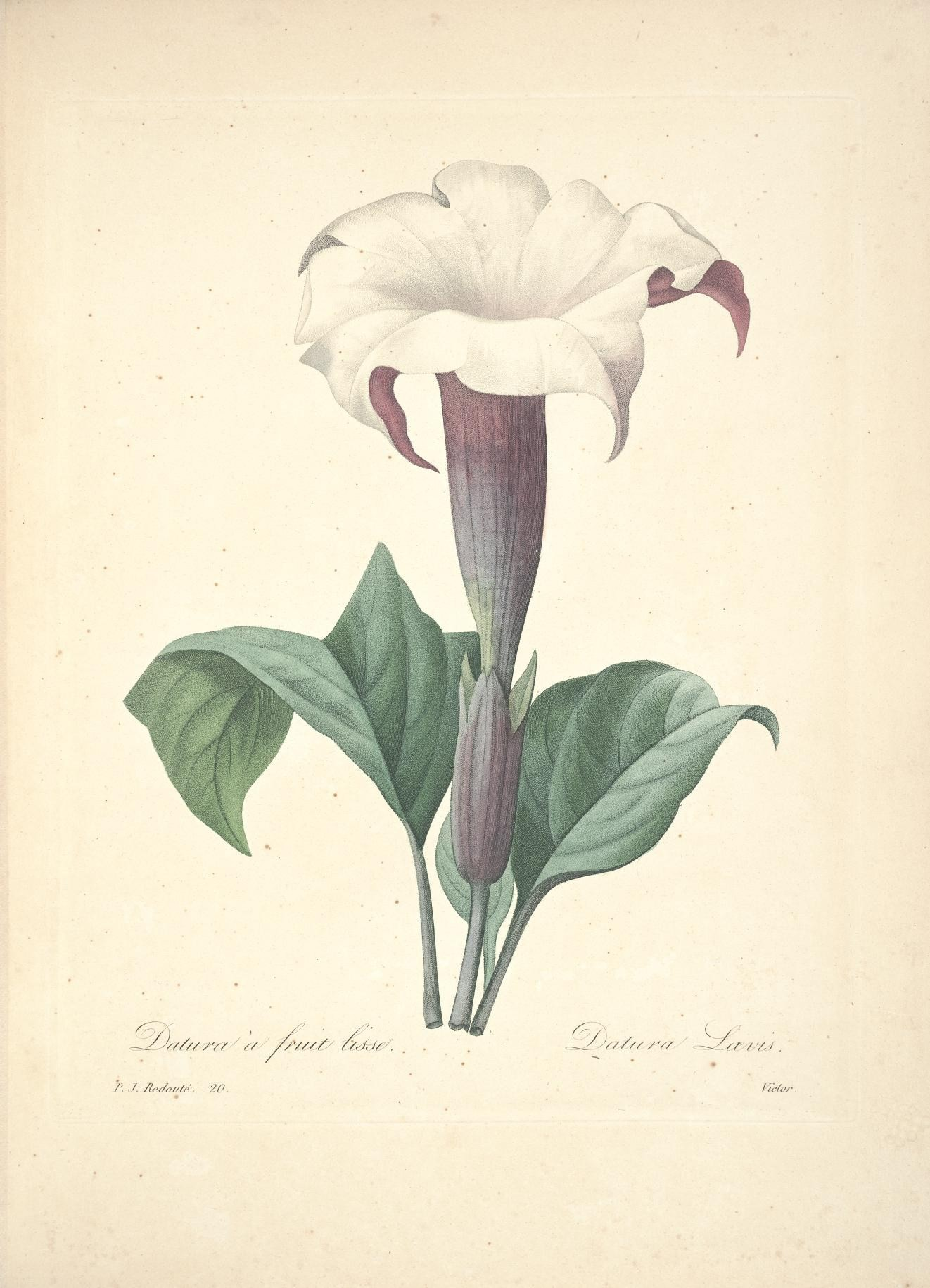
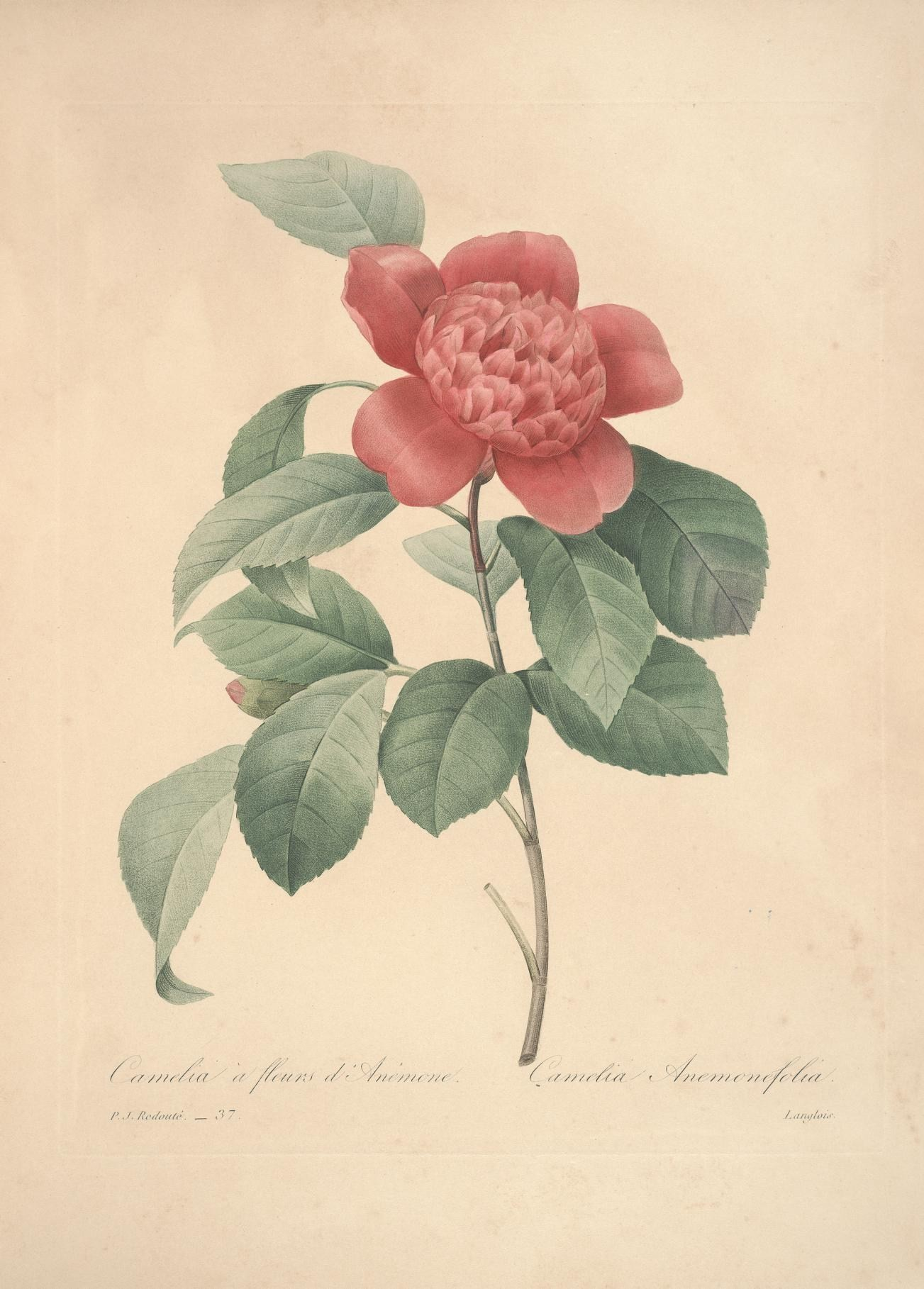
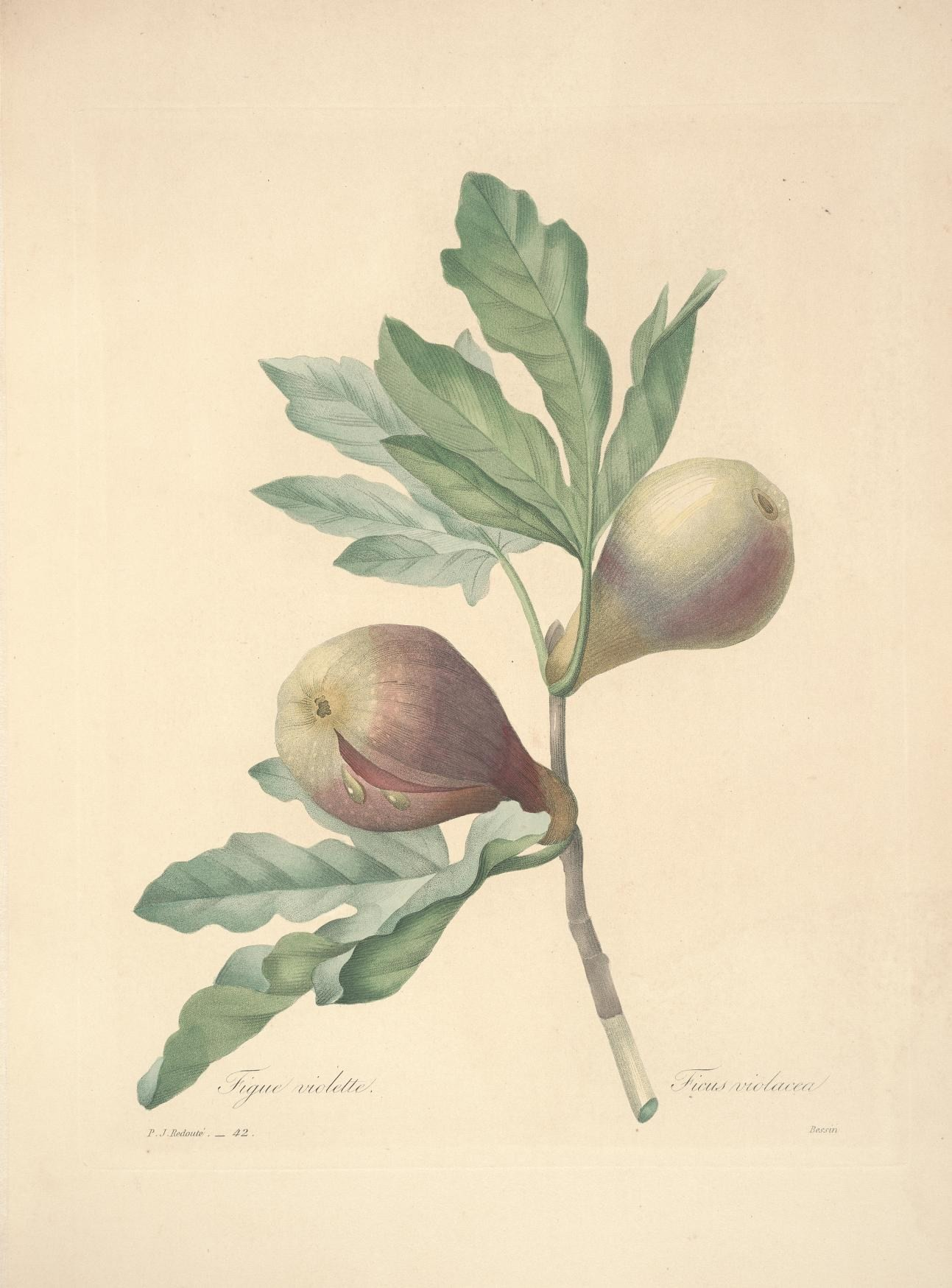
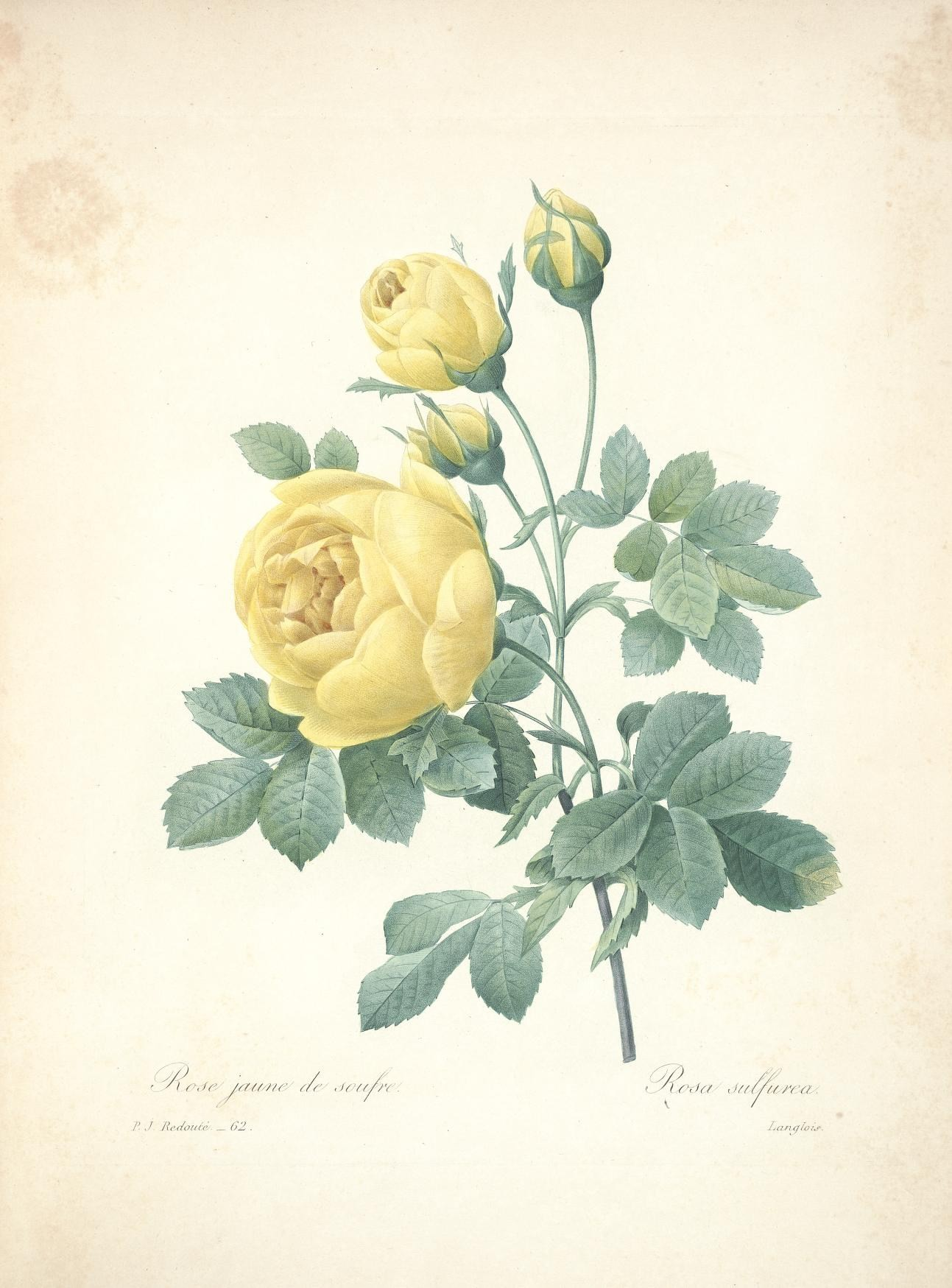
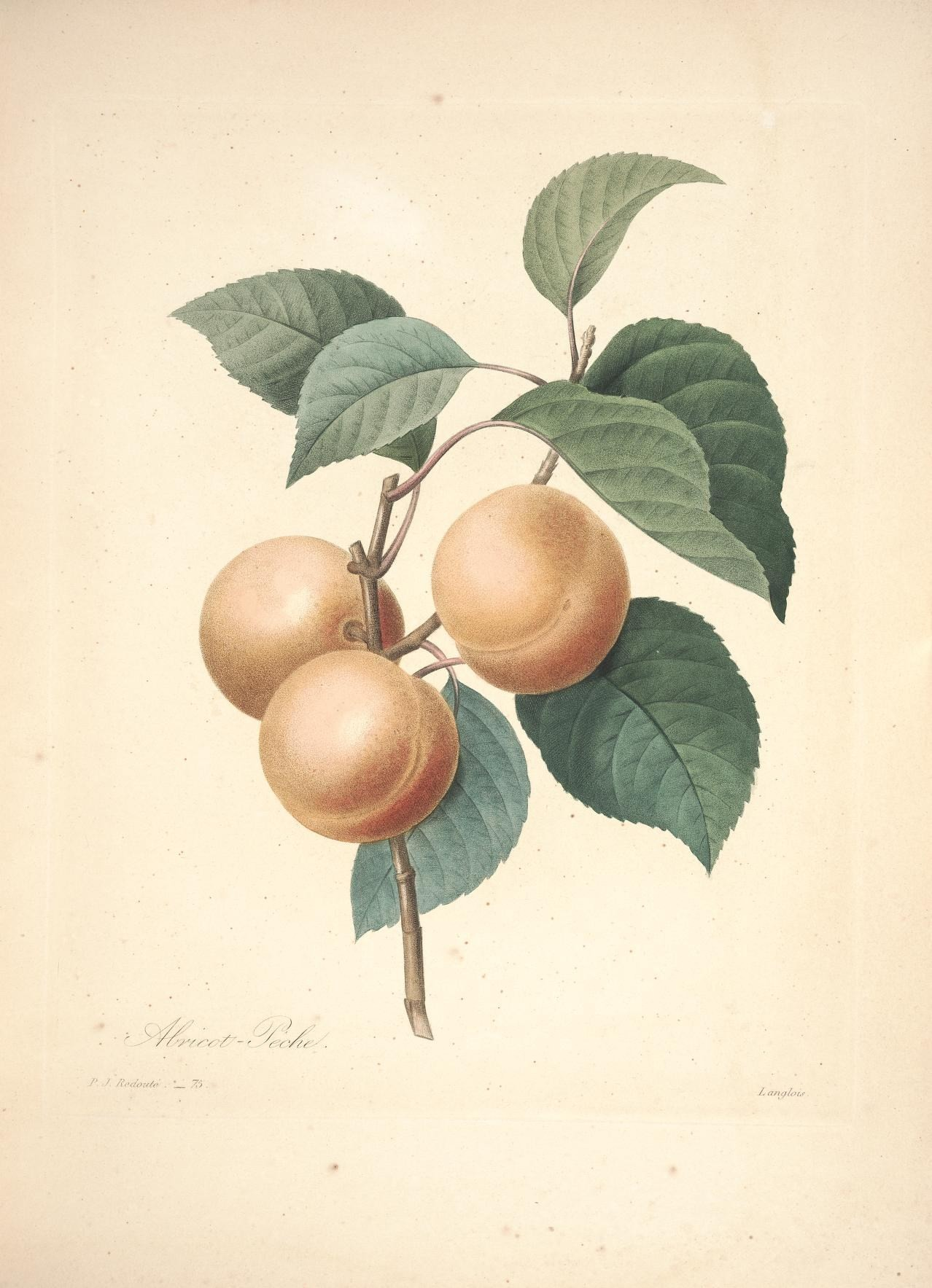
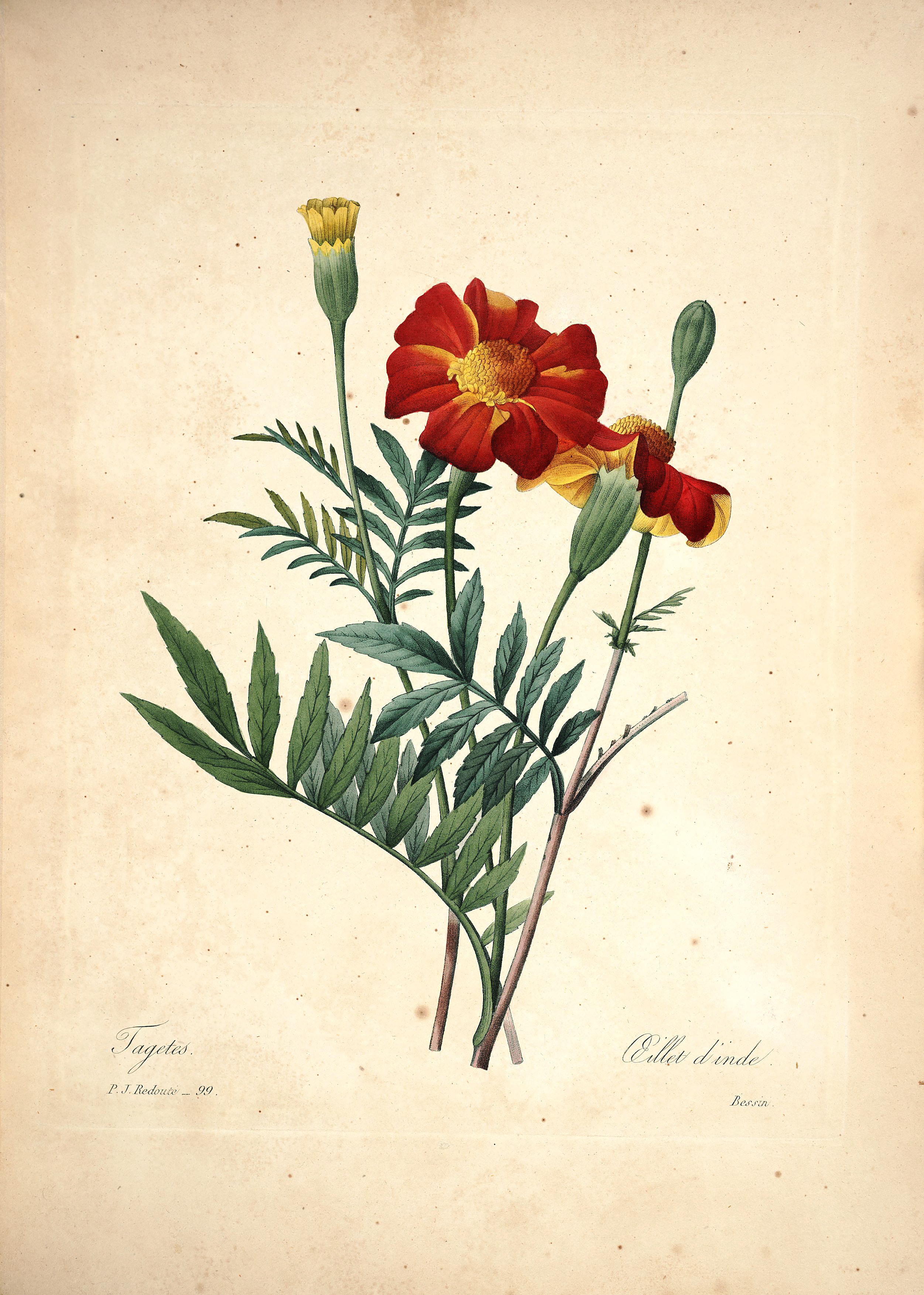
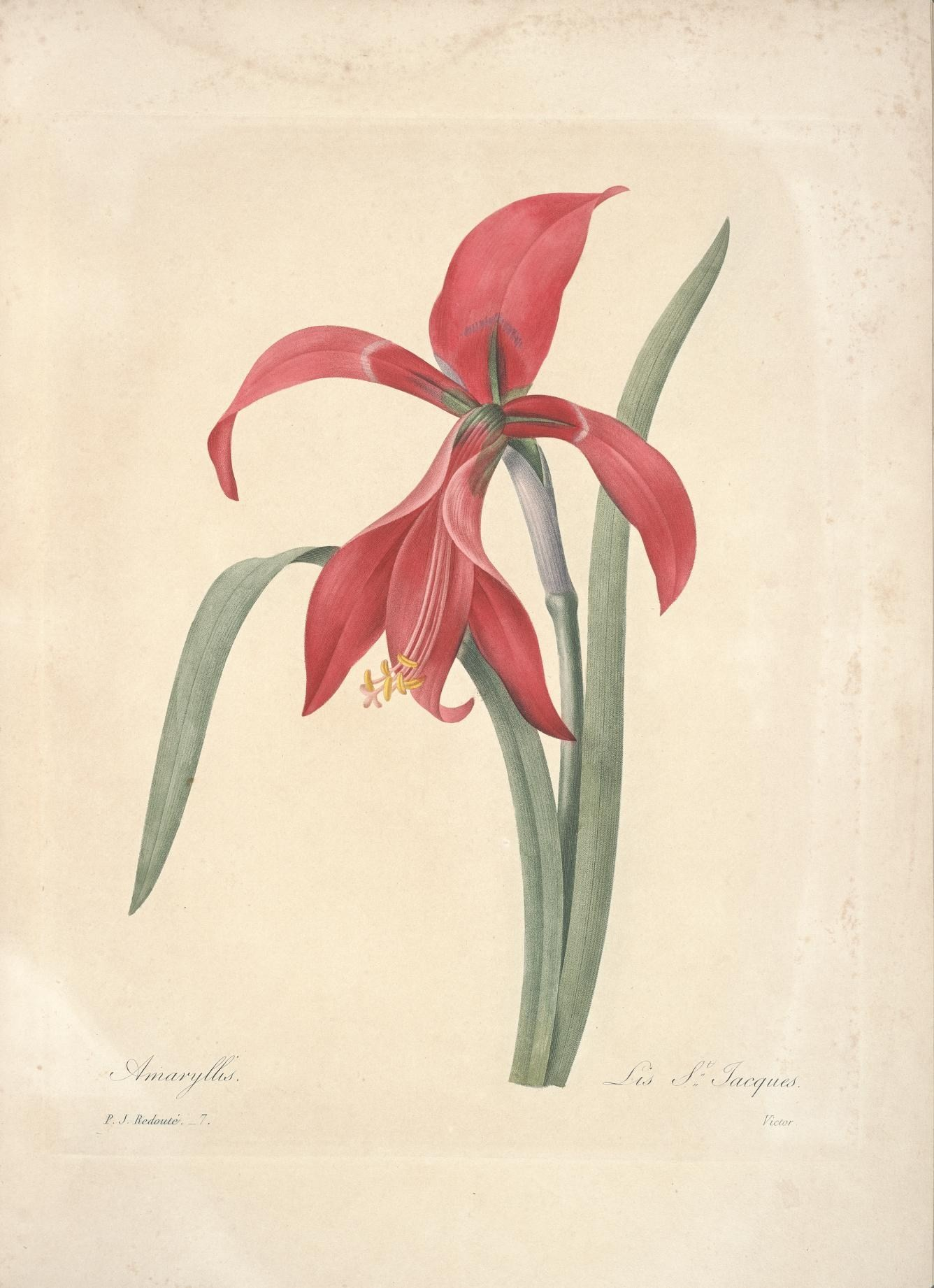
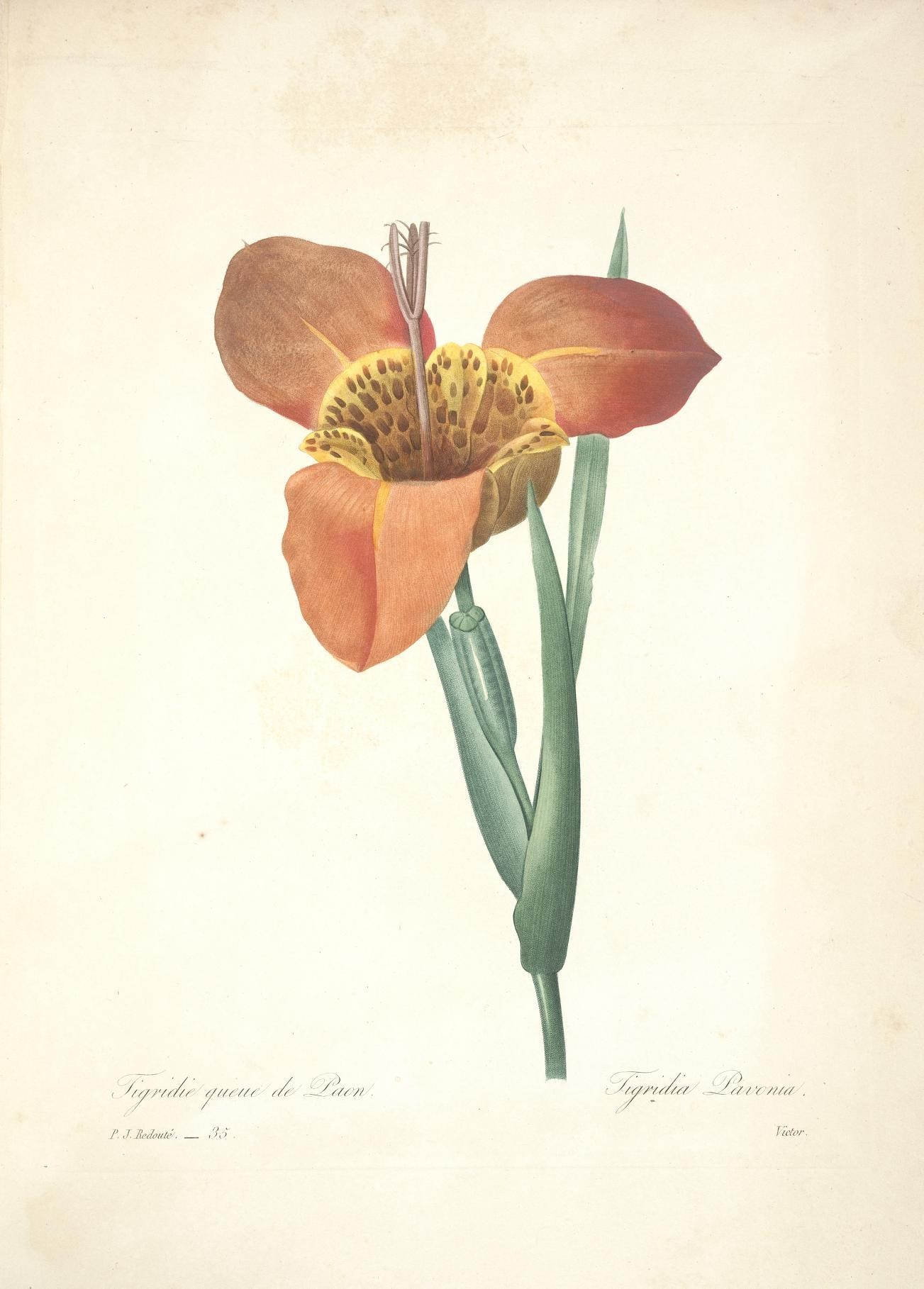